# Cerapachys rugulinodis
Cerapachys rugulinodis é uma espécie de formiga do gênero Cerapachys.